# Moho House
Moho House (La Casa Moho en Hispanoamérica y Moho House en España) es un episodio perteneciente a la vigesimoctava temporada de la serie animada Los Simpson, emitido originalmente el 7 de mayo de 2017 en EE. UU. El episodio fue escrito por Jeff Martin y dirigido por Matthew Nastuk. En este, Moe reestructura una vez más su taberna, convirtiéndola en Moho House (en parte con un poco de ayuda del Sr. Butterworth, amigo de Montgomery Burns). Por otro lado, Marge y Homero tienen otra vez problemas maritales.